# Núvol Estel·lar de Sagitari
Messier 24 (també conegut com a Delle Caustiche, M24 o NGC 6603) és un cúmul estel·lar en la constel·lació de Sagitari, va ser descobert per Charles Messier el 1764.
M24 forma part del braç de Sagitari de la nostra galàxia, la Via Làctia. té una llargada aproximada de 600 anys llum i una profunditat de 10.000 a 16.000 anys llum. No es tracta pas d'un cúmul pròpiament dit sinó d'un vast núvol galàctic compost d'estrelles i gas interestel·lar. Al seu interior es troba un petit cúmul obert, NGC 6603, moltes vegades identificat erròniament com a M24.

## Observació
M24 presenta una gran concentració d'estrelles visibles amb binoculars, al voltant de 1000 a l'interior d'un sol camp de visió.